# Межгорье (Полтавская область)
Межго́рье (укр. Міжгір'я) — село,
Чапаевский сельский совет,
Диканьский район,
Полтавская область,
Украина.
Код КОАТУУ — 5321085805. Население по переписи 2001 года составляло 7 человек.

## Географическое положение
Село Межгорье находится на берегу реки Великая Говтва,
выше по течению на расстоянии в 1 км расположено село Дьячково,
ниже по течению на расстоянии в 2 км расположено село Климковка.

## История
- XIX век — основано как село Гоголево.
- 1970 — переименовано в село Межгорье.